# Amygdalodon
Amygdalodon (Amygdalodon patagonicus) – zauropod z rodziny cetiozaurów (Cetiosauridae); jego nazwa oznacza "patagoński migdałowy ząb" (zęby amygdalodona miały kształt migdałów).
Żył w epoce środkowej jury (ok. 172-168 mln lat temu) na terenach Ameryki Południowej. Długość ciała ok. 15 m, wysokość ok. 4 m, masa ok. 24 t. Jego szczątki znaleziono w Argentynie (w prowincji Chubut).